# 博祖勒
博祖勒（法語：Bozouls，發音：[bozul]），法国南部城市，奥克西塔尼大区阿韦龙省的一个市镇，隶属于罗德兹区，其市镇面积为69.69平方公里，2022年1月1日时人口数量为3,006人，在法国市镇中排名第3,742位（2022年）。
博祖勒位于阿韦龙省北部，孔克杜尔杜河畔，因该河在此形成的“博祖勒洞”峡谷景观而闻名，多个方向的公路在此交汇。

## 地名来源

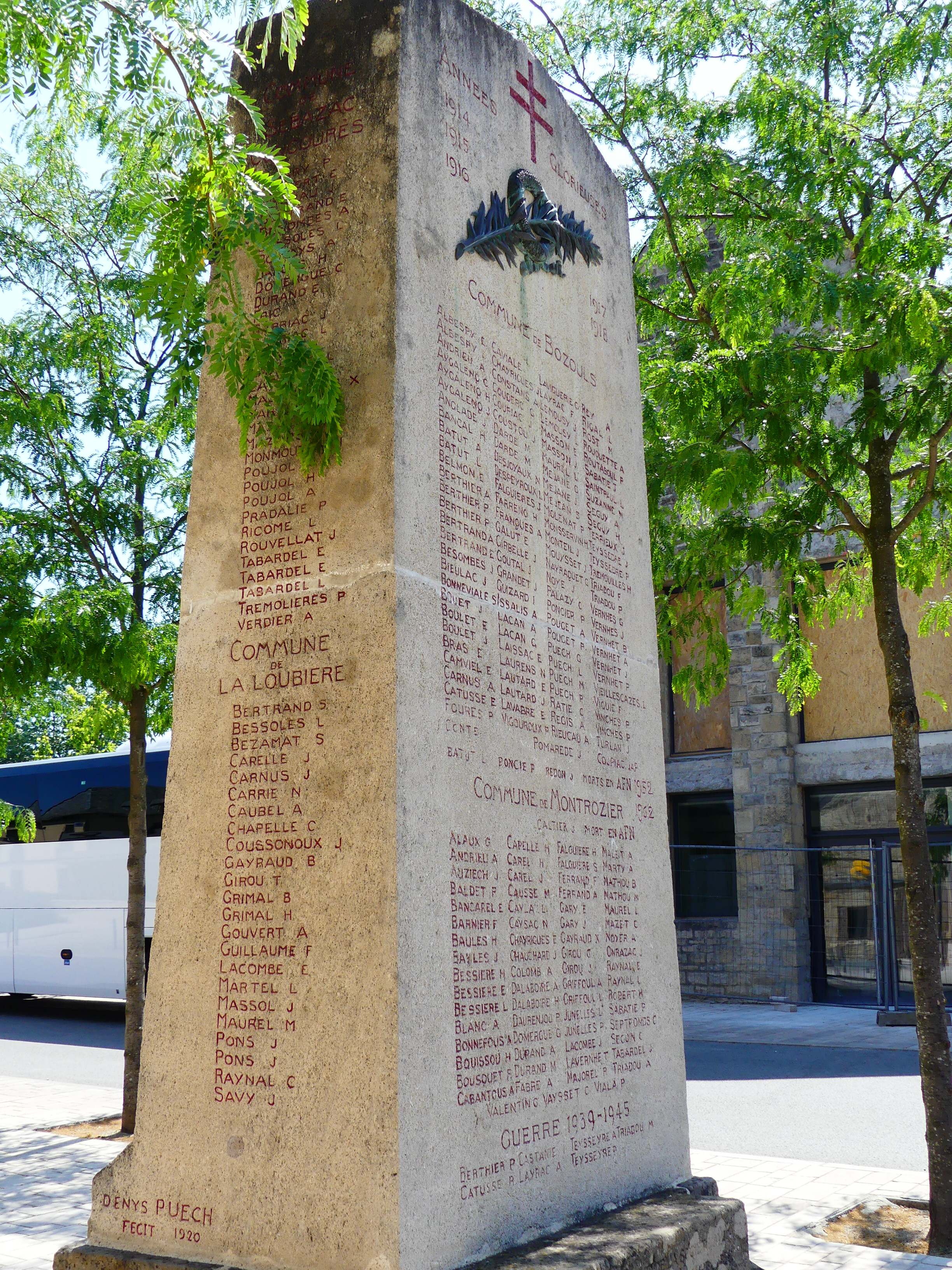
烈士纪念碑

根据当地官方网站的论述，“Bozouls”一名最初可能以“Baozol”的形式被记载，该名称意为“牛地区”，对应现代法语“Pays de Boeufs”。
博祖勒所处区域历史上曾通行奥克语，“Bozouls”在奥克语维基百科对应条目名称为“Boason”（2025年6月版本），在同语言的Openstreetmap中对应的拼写则为“Boaso”。

## 历史
博祖勒的早期历史尚不清楚。根据当地官方网站的论述，博祖勒境内的城堡可能最初在公元九世纪时就已建成，后者曾为罗德兹伯国的一处领地。1485年，博组勒被普瓦图Sénéchal获得，后被并入法兰西王国。宗教战争期间，博祖勒曾被加尔文派占领。1609年，博祖勒被弗莱尔家族（famille de Fleyres）获得。法国大革命后，博祖勒成为阿韦龙省的一个市镇，并自1801年起成为该省的一个县治。十九世纪末，大批博祖勒及阿韦龙居民移居至巴黎，其中部分地方文化爱好者于1910年组建“博祖勒县之子联谊会”（L'Amicale des Enfants du Canton de Bozouls）。自二战结束以来，博祖勒人口数量有所回升。2014年，博祖勒县被撤销

## 地理

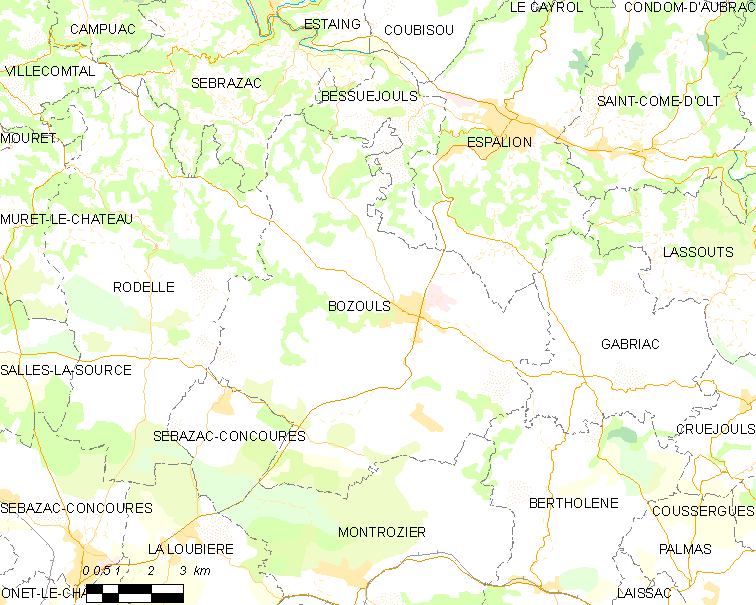
博祖勒市镇范围地图

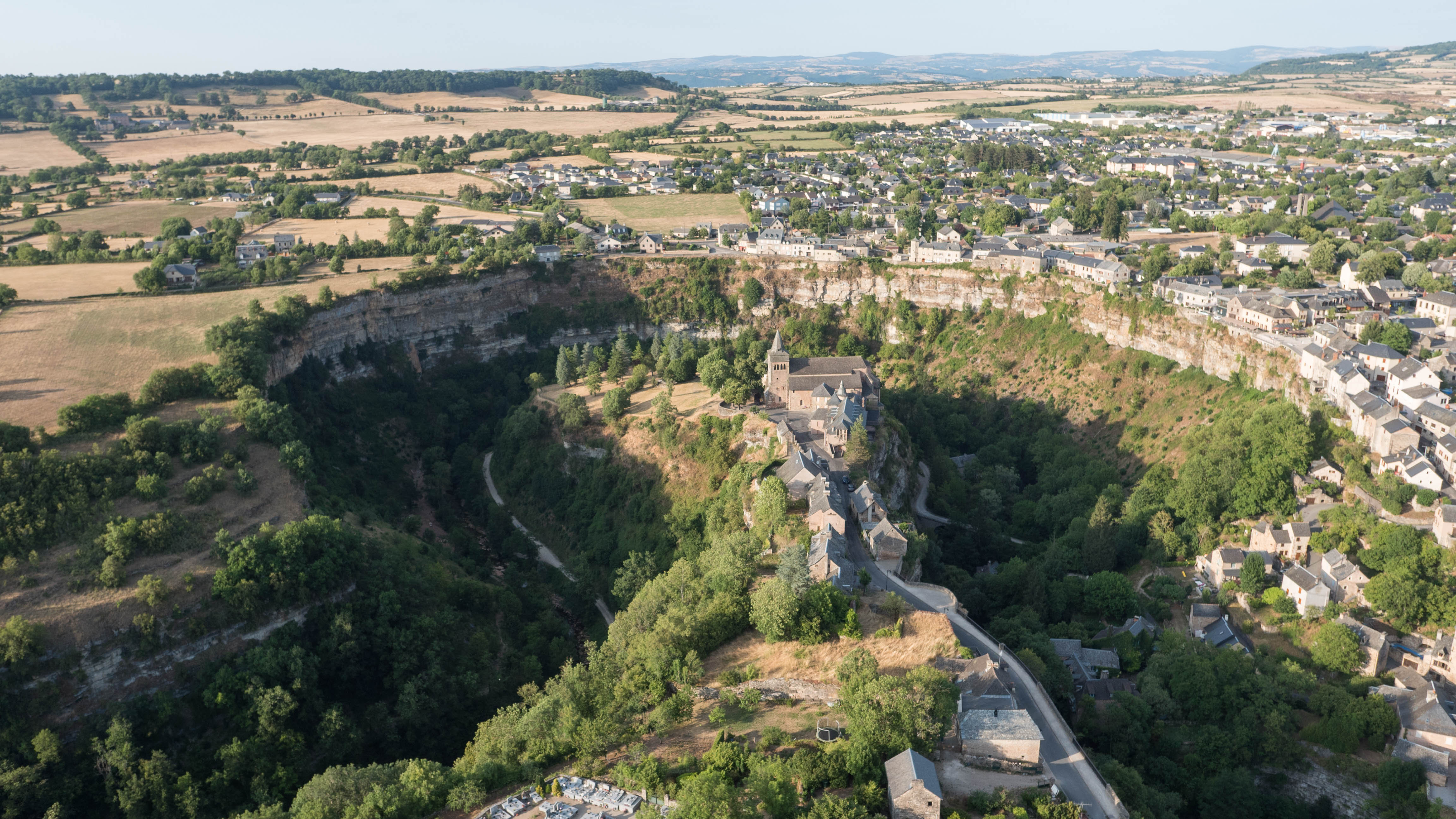
航拍博祖勒洞（峡谷）

博祖勒位于法国南部，奥克西塔尼大区北部和阿韦龙省中北部，距离省会罗德兹大约22公里。与博祖勒接壤的市镇包括：贝托莱讷、贝叙埃茹勒、埃斯帕利永、加布里亚克、蒙罗济耶、罗代勒、塞巴扎克-孔库雷斯和塞布拉扎克。

### 地形
博祖勒位于法国中央高原孔塔勒科斯腹地，境内以高海拔缓丘为主，市镇中心地势较为平坦，西侧的博祖勒洞为一处纵切状的峡谷，垂直高差最大超过300米，全境海拔在355到711米之间。

### 水文
孔克杜尔杜河自东南向西北蜿蜒流经博祖勒市区西南侧并在此形成“博祖勒洞”；此外还有阿斯特吕日溪（ruisseau de l'Astruges）和菲尼亚克溪（ruisseau de Fignac）发源于博祖勒市镇范围北部并向北流出市境。

### 植被
博祖勒属于温带阔叶混交林区，林地多分布于河流附近及部分坡地地带，镇中心的莱拉克公园（Parc Laylac）是当地的一处城市绿地。
在鲜花城市的评比中，博祖勒被评为3星级鲜花城市。

### 自然灾害
博祖勒的地震危险度等级为2级，属于低危险；氡辐射等级为3级，属于高危险。1982至2025年5月间，博祖勒境内共发生6次有记录的自然灾害，其中4次洪涝，1次干旱。

### 气候
博祖勒在柯本气候分类法中属于带有大陆性及山地气候特征的温带海洋性气候（Cfb）。

## 行政区划
博祖勒的市镇编号为12033，邮政编号为12340。
在行政管理方面，博祖勒隶属于法国奥克西塔尼大区阿韦龙省罗德兹区；在地方选举方面，博祖勒隶属于科斯-孔塔勒县，其市镇范围全境被划入阿韦龙省第一选区；在社会管理方面，博祖勒是洛特-特吕耶尔孔塔勒市镇公共社区的组成部分。
截至2025年6月，博祖勒市镇范围内暂无任何安全优先街区及城市政策优先街区。
法国国家统计与经济研究所（简称“INSEE”）在进行数据统计时，未将博祖勒划入任何城市核心区（Unité urbaine），另将包括博祖勒在内的周边共68个市镇划为罗德兹城市辐射区。此外，INSEE还将博祖勒市镇整体看作一个“块区”（IRIS），以便于统计人口分布情况。

## 交通

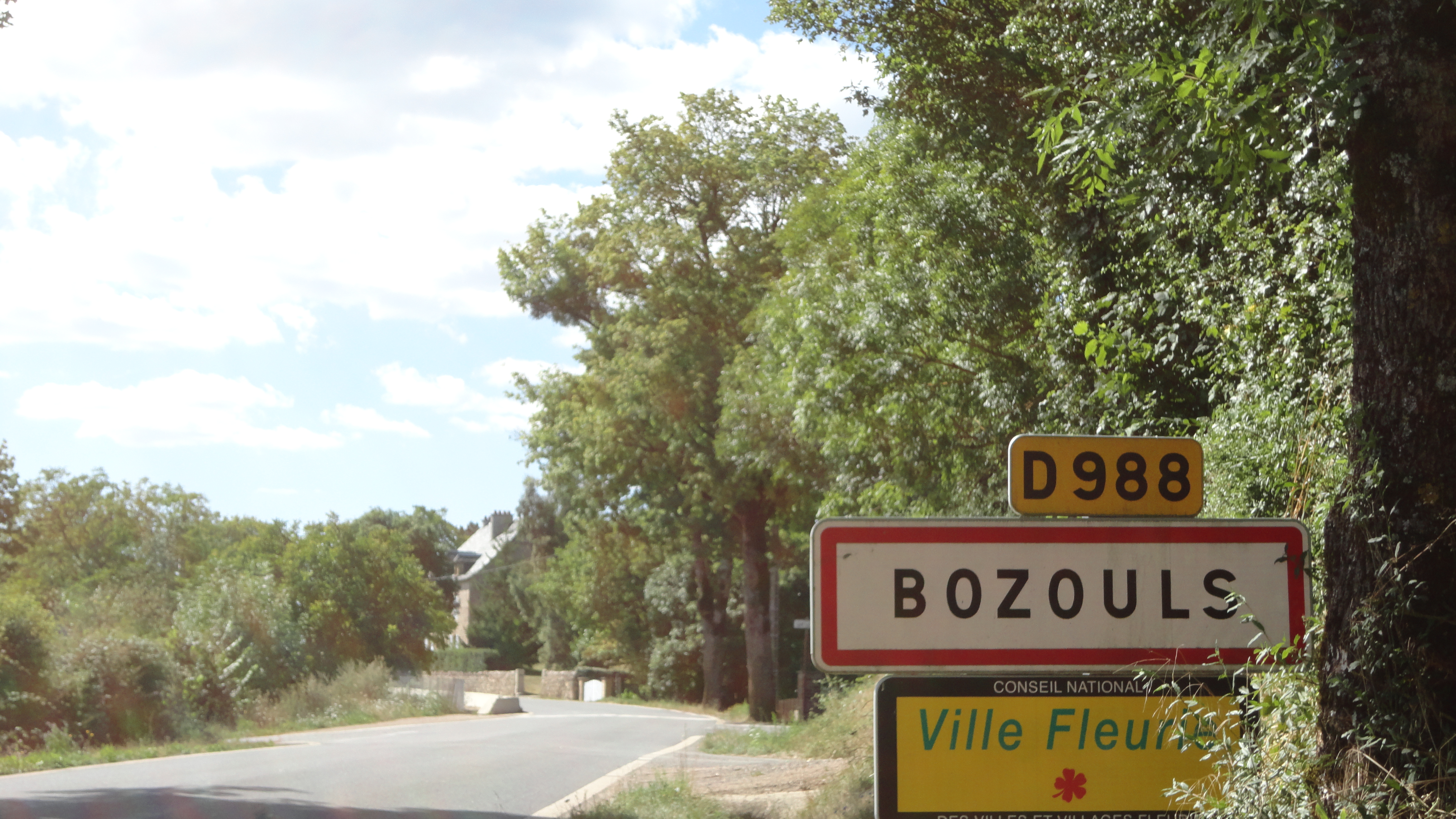
省道D988线博祖勒入城路牌

### 公路
阿韦龙省省道D20线、D27线、D100线、D126线、D581线、D920线和D988线在博祖勒境内交汇。奥克西塔尼大区城际客运（商业名称为“liO”）下属的城际巴士201线经停博祖勒，可通往罗德兹和埃斯帕利永等地。
2021年，76.8%的博祖勒家庭拥有至少一辆私人汽车。2023年，博祖勒境内共发生各类交通事故3起，造成8人受伤，其中2人重伤。
| 40 | 51 |

| 罗德兹 | 23 |

| 奥内堡 | 20 |

| 埃斯帕利永 | 10 |

### 铁路
距离博祖勒最近的运营中的客运铁路车站为21公里外的罗德兹站，该站开行前往巴黎的夜班城际列车以及前往图卢兹和布里夫两个方向的区域列车。

### 航空
博祖勒距离罗德兹机场的公路里程大约31公里。

### 城市公共交通
截至2025年6月，博祖勒暂无城市公共交通系统。

## 政治

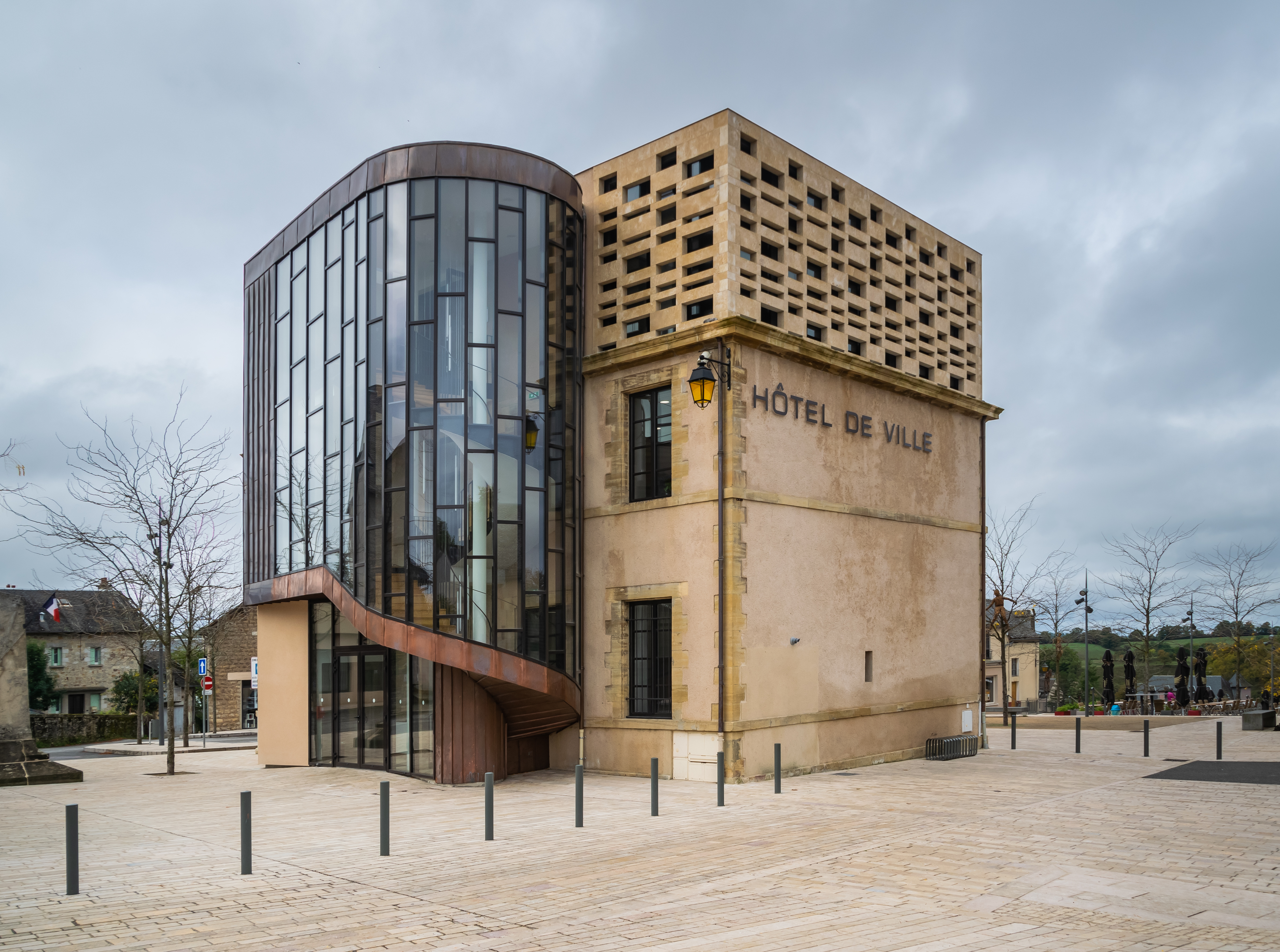
博祖勒市政厅

博祖勒的现任市长为让-吕克·卡尔梅利先生（Jean-Luc CALMELLY），他的党籍不详，在2020年的市政选举中获得了79.2%的支持率。
在2022年的法国总统大选的第二轮选举中，法国第25任总统埃马纽埃尔·马克龙在博祖勒获得了60.5%的支持率。

## 人口
2022年，博祖勒市镇人口数量为3,006，在法国排名第3,742位。其中男性1,422人，女性1,556人，75岁及以上人口占10.5%，外籍人口数量为48人，人口密度为43人/平方公里，当地居民被称为（男性）或（女性）。2015至2021年间，博祖勒的人口增长率为1.0%。2022年，博祖勒境内出生26人，死亡人口43人。
| 博祖勒1901年－2022年人口变化情况 |
|                                  |
| 数据来源：Cassini、INSEE         |

## 经济
INSEE于2020年将博祖勒划入罗德兹就业区（Zone d'emploi de Rodez），并又于2022年将其划入埃斯帕利永生活区（Bassin de vie d'Espalion）。截至2022年底，博祖勒市镇范围内共有活跃企业136家，其中69.1%的员工总数在9人及以下；按照产业分类，当地一、二、三产业占比分别为5.9%、25.7%和68.4%。（房梁门窗制作）、（厨房家具制作）及（企业管理咨询）是当地2023年已公布营业额最高的三个企业，分别为26,403,253欧元、17,848,126欧元和5,952,846欧元。

## 财政与居民收入
2023年，博祖勒的财政收入总额为3,214,520欧元，财政支出总额为2,156,620欧元，当年的债务总额为5,321,090欧元。2023年，博祖勒市镇通过增值税获得372,360欧元的收入，此外当地还共获得了344,240欧元的国家直接财政补助。
| 博祖勒居民收入情况                               | 博祖勒居民收入情况  | 博祖勒居民收入情况  | 博祖勒居民收入情况  |
| 内容                                             | 博祖勒              | 阿韦龙省            | 法國                |
| ------------------------------------------------ | ------------------- | ------------------- | ------------------- |
| 居民平均时薪                                     | 14.0欧元（2022年）  | 14欧元（2022年）    | 17欧元（2022年）    |
| 高级职员人均时薪                                 | 20.9欧元（2022年）  | 23.3欧元（2022年）  | 29.1欧元（2022年）  |
| 中级职员人均时薪                                 | 15.9欧元（2022年）  | 15.5欧元（2022年）  | 16.6欧元（2022年）  |
| 普通职员人均时薪                                 | 11.8欧元（2022年）  | 11.6欧元（2022年）  | 12.1欧元（2022年）  |
| 工人人均时薪                                     | 12.3欧元（2022年）  | 12.2欧元（2022年）  | 12.5欧元（2022年）  |
| 贫困率                                           | 9%（2021年）        | 14.5%（2021年）     | 14.5%（2021年）     |
| 青壮年（15至64岁）失业率                         | 4.0%（2021年）      | 8.6%（2021年）      | 10.4%（2021年）     |
| 家庭总数                                         | 1,312（2022年）     | 417（2022年）       | 1,160（2022年）     |
| 征税家庭数量占比                                 | 46.7%（2023年）     | 45.6%（2022年）     | 44.8%（2022年）     |
| 家庭年均纳税                                     | 3,567欧元（2023年） | 2,131欧元（2022年） | 4,481欧元（2022年） |
| 资料来源：INSEE、L'Internaute、Le Journal du Net |                     |                     |                     |

## 社会事务

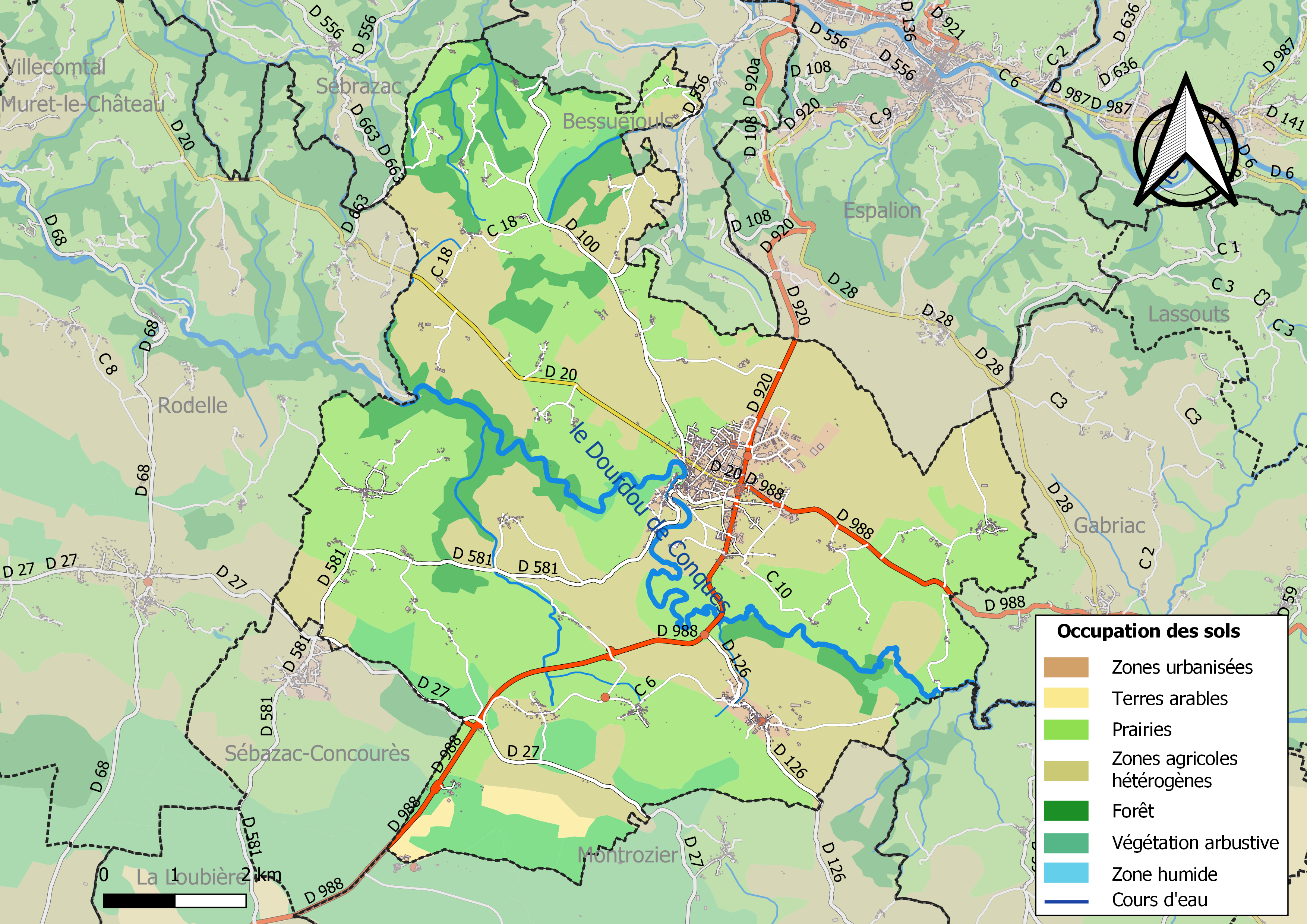
博祖勒土地利用情况地图

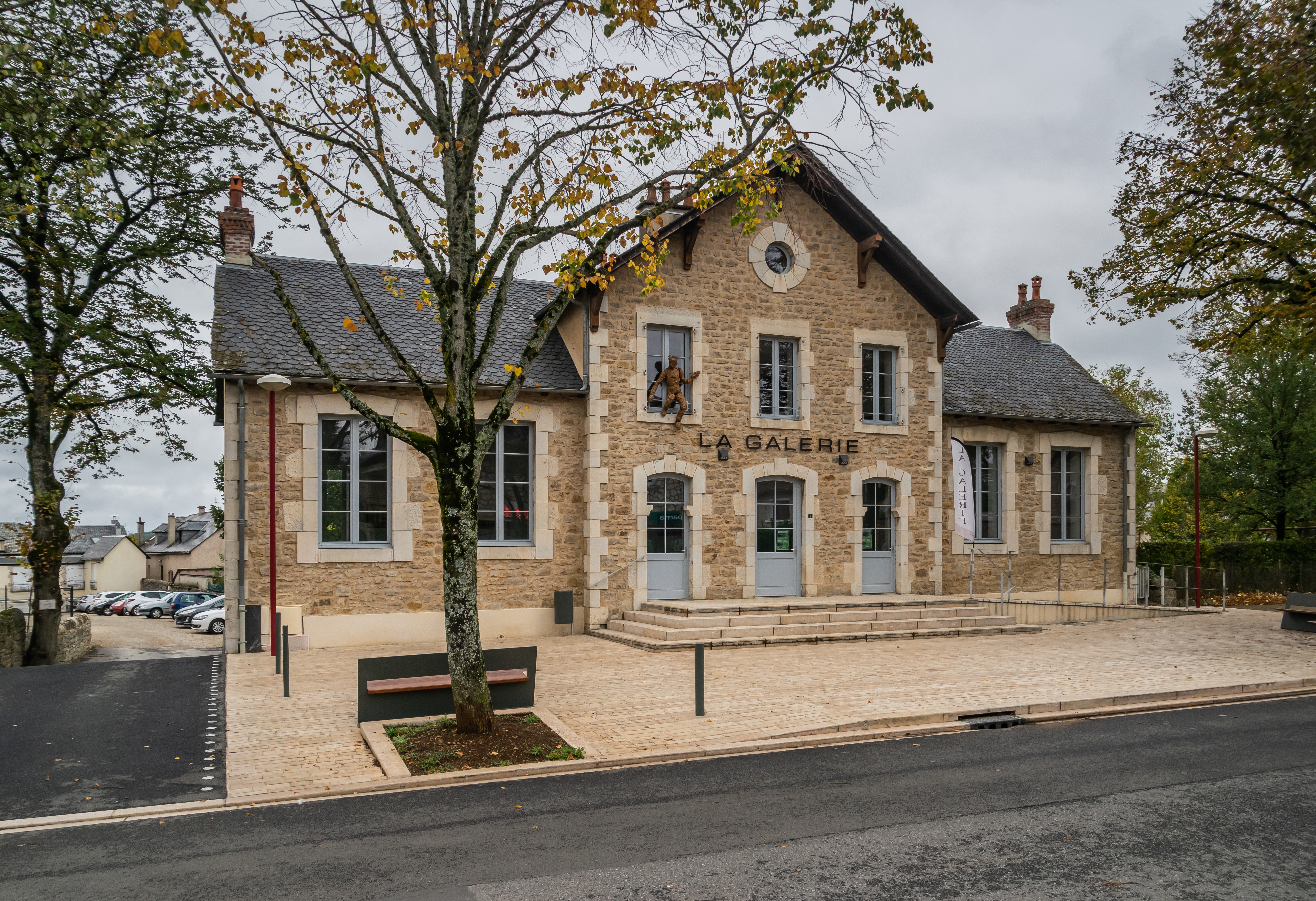
Gallerie活动中心

### 教育
博祖勒属于图卢兹学区。截至2023年1月1日，博祖勒境内共有2所小学。

### 医疗
截至2023年1月1日，博祖勒境内共有全科医生4名、保健师5名、牙医1名、护士14名、助产士1名、有药房1家、养老院1家。
距离博祖勒最近的区域性医疗机构为埃斯帕利永中心医院，其全名为“埃斯帕利永-圣洛朗多尔特市际中心医院”（Hôpital Intercommunal Espalion Saint-Laurent-d'Olt），其主病区医院位于埃斯帕利永北部，距离博祖勒市区的正常车程大约13分钟，该院设有床位248个。

### 住房
2021年，博祖勒境内共有各类住房1,648套，其中79.5%为独立式住宅，19.8%为集中式住宅。常住房屋占博祖勒市镇范围内居民建筑总量的81.6%。2023年，博祖勒的居住税率为7.41%，不动产税率为34.82%（其中空置土地的不动产税率为88.26%）。
在住房保障政策方面，2023年，博祖勒境内共有450户家庭获得了家庭津贴补助，受益人数占总人口数量的15.0%，其中135份为房租补助。

### 商业
2021年，博祖勒境内共有各类实体商铺80家，其中餐厅5家、大型超市2家、杂货店1家、面包房4家、肉铺3家、书店1家、装饰品店1家、美容美发店6家、汽车维修店5家。博祖勒镇中心南侧建有一家Intermarché超市。

### 体育
2023年，博祖勒境内共有3间体育馆、1处网球场、1处马术场以及2处足球或橄榄球场。
截至2025年6月，博祖勒未来奥林匹克（Avenir Olympique Bozoulais，编号519088）是博祖勒境内唯一的一家注册足球俱乐部，该俱乐部成立于1960年，其女子主队2024至2025赛季参加阿韦龙省足球联赛甲组（D1F），其位于博祖勒境内的主场为莱卡尔萨德球场（Stade des Calsades）。

### 环境
博祖勒的环境事务由其所属的洛特-特吕耶尔孔塔勒市镇公共社区联合各级政府协调负责。2021年，博祖勒境内共有3家污染企业。

### 治安
2021年，博祖勒市镇范围内共有1处宪兵队。
2024年，博祖勒市镇范围内累计记录各类案件40起，其中盗窃类案件12起，人身侵犯类案件6起，毒品交易类案件4起。

## 文化

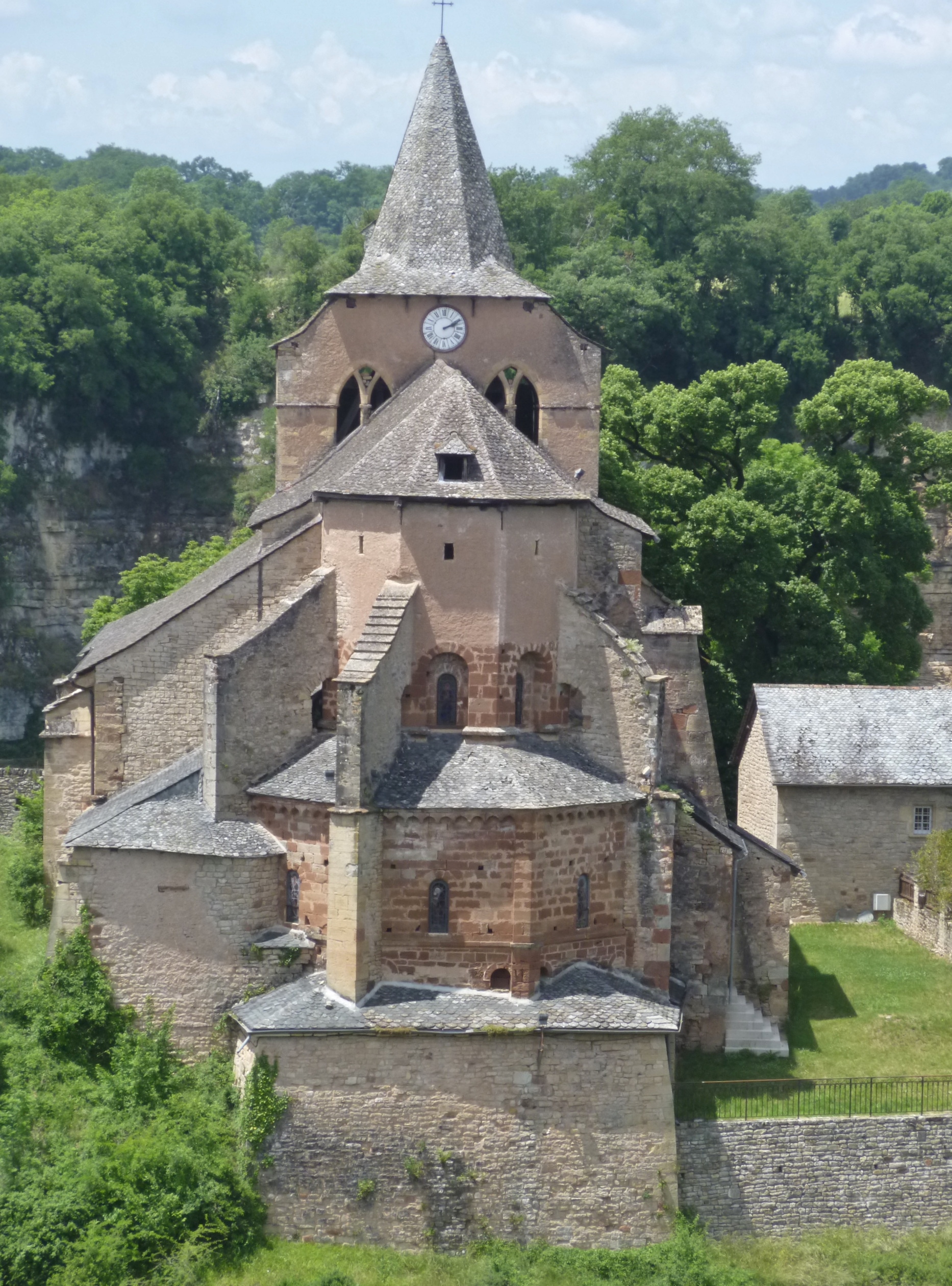
博祖勒圣福斯特教堂

2021年，博祖勒境内暂无任何文化设施。博祖勒境内建有安德烈·伯东多媒体中心（Médiathèque André Baudon），每周二至六向公众开放。

### 建筑
截至2025年6月，博祖勒境内共有4处建筑被列入法国国家文物保护单位，包括博祖勒圣福斯特教堂、阿布勒圣福斯特教堂等，此外镇中心的圣庇护十世教堂（Église Saint-Pie-X de Bozouls）及其钟楼也是当地的一处地标性建筑物。

### 旅游
博祖勒的旅游事务由其所属的洛特-特吕耶尔孔塔勒市镇公共社区联合各级政府协调负责。2024年，博祖勒境内共有2家酒店共计25间房间。

### 媒体
法国主要的媒体均可在博祖勒接收，法国电视三台下属的奥克西塔尼大区频道在部分时段播出博祖勒所在阿韦龙省的地方新闻。《南部追寻》、《阿韦龙中央报》、《自由南方》、Ici奥克西塔尼、奥克西塔尼电视台等为当地主要的地方性媒体。

## 友好城市
截至2025年6月，博祖勒暂未城市建立任何友好城市关系。